# イヴァン・カワチウク
イヴァン・カワチウク（Ivan Kawaciuk, 1913年4月19日 - 1966年11月30日）は、チェコのヴァイオリン奏者。

## 経歴
1913年、ジェレーンキ(Želénky)生まれ。ドゥフツォフのグラマー・スクールに通ったが、音楽の才能を認められて11歳の時からドゥフツォフに新設された音楽学校に通い、ルドルフ・シュポーティルにヴァイオリンを学んだ。その後、ヤロスラフ・コチアンに見い出され、1927年にプラハ音楽院のインドルジヒ・バスターシュのクラスに編入した。
1936年からプラハ放送で演奏をするようになり、FOK交響楽団のコンサートマスターとなったが、1937年にはプラハ大学法学部に籍を置いた。1940年から再びプラハ音楽院に入学してインドルジヒ・フェルドの下で音楽理論を学び、ヤロスラフ・マリン楽団に参加してジャズも演奏した。1943年に音楽院を卒業し、1947年にFOK交響楽団のコンサートマスターに返り咲いた。1961年からプラハ音楽院の教授を務めた。1966年、プラハにて没。